# Maciej Zegan

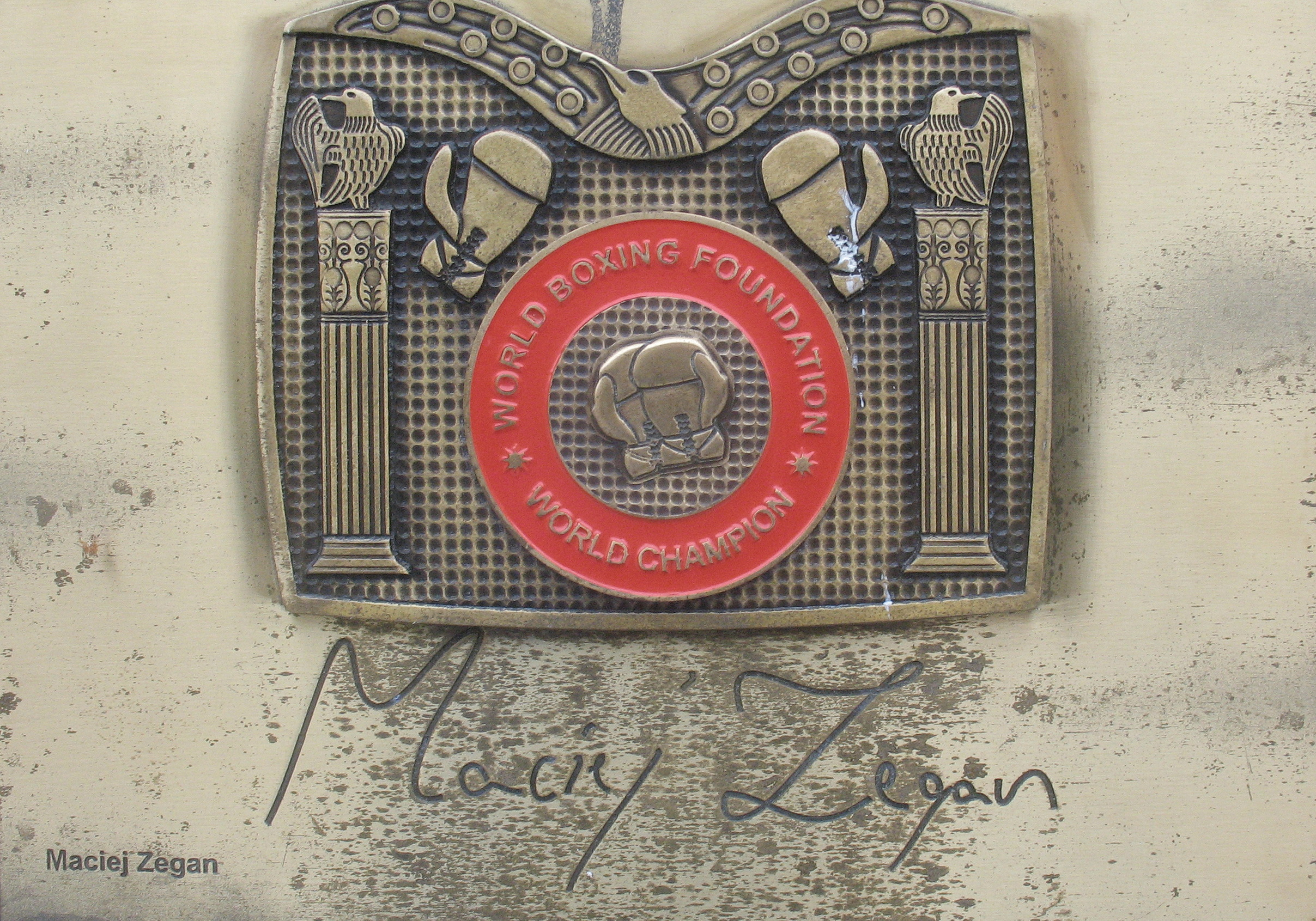
Kopia pasa mistrzowskiego i autografu M. Zegana w Alei Gwiazd Sportu w Dziwnowie

Maciej Adam Zegan (ur. 8 lutego 1975 we Wrocławiu) – polski bokser.

## Kariera amatorska
Treningi bokserskie rozpoczął w wieku 11 lat w Gwardii Wrocław. Jako junior był trenowany przez Ludwika Denderysa i Andrzeja Piotrowskiego. W seniorach jego trenerami byli Leszek Strasburger i Zygmunt Gosiewski. Jako zawodnik Gwardii Wrocław był dwukrotnym Mistrzem Polski Juniorów, pięciokrotnym Mistrzem Polski Seniorów i raz zdobył wicemistrzostwo. Wielokrotnie był uczestnikiem międzynarodowych zakładów bokserskich, gdzie zajmował miejsca medalowe. Jako amator stoczył około 350 walk z których tylko 15 przegrał.

## Kariera zawodowa
Na zawodowstwo przeszedł w 1998 po Mistrzostwach Europy w Mińsku. Miał wtedy 23 lata. Karierę zawodową rozpoczął podpisaniem w Londynie kontraktu z Panosem Eliadesem, ówczesnym promotorem Lennoxa Lewisa. Boksował dla niego trzy i pół roku. Po upływie tego czasu rozwiązał umowę z Eliadesem i podpisał kontrakt z grupą promotorska – Hammer KnockOut Promotions, gdzie trafił pod skrzydła Zbigniewa Raubo.
24 listopada 2001 Maciej Zegan, w swojej 18. walce, zdobył tytuł międzynarodowego Mistrza Polski w wadze super piórkowej, pokonując przez techniczny nokaut Francuza Yannicka Pageta.
13 kwietnia 2002 obronił międzynarodowego Mistrza Polski w wadze super piórkowej, wygrywając pojedynek z Francuzem – Youssoufem Djibabą jednogłośnie na punkty po 10 rundach.
18 stycznia 2003 stoczył walkę o tytuł Mistrza Świata WBO z Arturem Grigorianem – walka zakończyła się kontrowersyjnym werdyktem sędziów, który to wywołał skandal na arenie międzynarodowej, w wyniku, czego Maciej nie został Mistrzem Świata. Była to pierwsza porażka Zegana, na zawodowym ringu.
12 lipca 2003 Zegan zdobył interkontynentalny, wakujący pas federacji WBO w kategorii lekkiej, zwyciężając po 12-rundowej walce, jednogłośnie na punkty Argentyńczyka Roverto Arrietę.
27 września 2003 wygrał przez TKO, w 6. rundzie, z Węgrem Laszlo Bognarem, zdobywając międzynarodowy pas Mistrza Polski w kategorii lekkiej.
24 kwietnia 2004 pokonując w 3. rundzie, przez nokaut Amerykanina Jimmy’ego Zeikle'a, zdobył wakujący pas federacji WBF w wadze lekkiej.
20 listopada 2004 obronił pas federacji WBF w wadze lekkiej, zwyciężając walkę przed czasem, w 6. rundzie z Argentyńczykiem Claudio Martinetem.
13 sierpnia 2005 Maciej Zegan po raz pierwszy boksował w Stanach Zjednoczonych. Jego rywalem był Kolumbijczyk Jesus Salvador Perez, którego pokonał w 7. rundzie przez techniczny nokaut.
7 października 2006 przegrał jednogłośnie na punkty, po 12 rundach, eliminator o prawo walki, o pas IBF w kategorii lekkiej, z Amerykaninem Nate'em Campbellem.
7 listopada 2008 w walce o wakujący pas BBU Champion kategorii lekkiej, pokonał po 8 rundach, Polaka Dariusza Snarskiego.
24 października 2009 na gali w Łodzi, gdzie walką wieczoru był pojedynek Gołota – Adamek, Zegan zmierzył się z Krzysztofem Cieślakiem. Po 10 rundach sędziowie orzekli zwycięstwo Cieślaka, dwa do remisu. Wynik wywołał wiele kontrowersji w polskim światku bokserskim.
4 grudnia 2009 Zegan wystąpił na gali grupy promotorskiej Universum, gdzie po 8-rundowym pojedynku pokonał na punkty Carlosa Velasqueza.
7 lutego 2010 po 6-rundowym pojedynku Zegan zremisował z Uzbekiem Jonnym Ibramovem.
6 marca 2010 Zegan wygrał niejednogłośnie na punkty 12-rundową walkę z Francuzem Pierre'em Francois Bonicelem. Stawką pojedynku był wakujący pas Mistrza Europy federacji WBO.
4 grudnia 2010 Maciej Zegan stoczył swoją pierwszą walkę w obronie pasa Mistrza Europy federacji WBO. Rywal Polaka Eduard Trojanowskij wygrał pojedynek w 3. rundzie przez techniczny nokaut, odbierając tym samym pas Zeganowi. Po tej porażce ogłosił zakończenie kariery. W lutym 2011 Polski Związek Bokserski zdyskwalifikował Zegana na dwa lata za stosowanie niedozwolonych środków dopingujących, które wykryto w jego organizmie podczas walki z Trojanowskim.
16 listopada 2013, po blisko trzyletniej przerwie od boksowania, Maciej Zegan stoczył rewanżowy pojedynek z Dariuszem Snarskim. Po 8-rundowej walce, sędziowie orzekli zwycięstwo Zegana, stosunkiem dwa do remisu (76:76, 78:73 i 77:75).

## Działalność samorządowa
W wyborach samorządowych w 2010 startował z ramienia KWW Rafała Dutkiewicza. Uzyskał mandat radnego Wrocławia (1472 głosy). W wyborach w 2014 bez powodzenia ubiegał się o reelekcję, zdobywając 671 głosów. W wyborach w 2018 również bezskutecznie startował do sejmiku dolnośląskiego z listy KWW Z Dutkiewiczem dla Dolnego Śląska, otrzymując 1910 głosów. W wyborach parlamentarnych w 2019 kandydował, również bez powodzenia, do Sejmu z listy PSL w ramach Koalicji Polskiej. W wyborach parlamentarnych w 2023 startował do Sejmu z listy Bezpartyjnych Samorządowców, a następnie w wyborach samorządowych w 2024 z listy tej samej formacji do sejmiku.